# Lexington, Minnesota
Lexington är en ort i Anoka County i Minnesota. Vid 2010 års folkräkning hade Lexington 2 049 invånare.